# Guy Nardulli
Guy Nardulli, właśc. Gaetano Marco Nardulli (ur. 31 maja 1974 w Norridge) – amerykański amerykański aktor, producent filmowy, scenarzysta i kaskader.

## Życiorys
Urodził się i dorastał w Norridge w stanie Illinois, gdzie uczęszczał do Ridgewood High School. Jego rodzina była pochodzenia włoskiego. Pasjonował się futbolem amerykańskim i podnoszeniem ciężarów. Naukę kontynuował w Elmhurst College w Elmhurst, gdzie jako piłkarz grał z takimi zespołami jak Chicago Thunder i Chicago Barnstormers oraz w sezonie 1996/97 we włoskiej lidze piłkarskiej Bolzano Giants z północnych Włoch. W 2016 został wprowadzony do sali sław klubu futbolu amerykańskiego The Chicago Thunder Hall Of Fame.
Dorabiał także jako model fitness. Podczas zdjęć na Jamajce zasugerowano, żeby rozważył wyjazd do Hollywood. Później jako Nicky D. dołączył do trupy tanecznej Chippendales, a następnie trafił do branży aktorskiej, biorąc udział w przesłuchaniach do ról w telewizji i filmie. Po przybyciu do Los Angeles został zatrudniony do opery mydlanej ABC Szpital miejski, gdzie zagrał swoją pierwszą rolę włoskiego przestępcy. Wystąpił obok Debbie Reynolds w komediodramacie Fingers Walking (2005). W filmie sensacyjnym And Then It Breaks (2006) z Anne Dudek wcielił się w postać ulicznego wojownika, który stał się zawodowym zawodnikiem MMA. W komedii romantycznej Moja dziewczyna wychodzi za mąż (2008) był koszykarzem. Użyczył głosu Edwardowi Hemmingsowi w grze komputerowej L.A. Noire (2011).

## Filmografia
- 2004: Szpital miejski jako przestępca Sonny’ego
- 2004: Żar młodości jako bandyta
- 2004–2006: Passions jako Giancarlo
- 2005: Szpital miejski jako policjant
- 2006: Dr House jako kaszlący policjant
- 2008: Zabójcze umysły jako tajny policjant
- 2008: Bez śladu jako lokalny policjant
- 2008: Detektyw Monk jako oficer Spumante
- 2008: CSI: Kryminalne zagadki Nowego Jorku jako Vincent
- 2012: Jak poznałem waszą matkę jako Vinny
- 2013: Vegas jako Paul Zummo
- 2013: Justified: Bez przebaczenia jako zbir z pistoletem
- 2013: Zemsta jako ochroniarz
- 2014: Castle jako ochroniarz
- 2014: Zabójcze umysły jako detektyw Walker
- 2015: Ostatni okręt jako Giovanni
- 2016: Rush Hour jako król
- 2016: Szpital miejski jako Pete Inglis
- 2017: Dni naszego życia jako Gio
- 2018: S.W.A.T. – jednostka specjalna jako oficer uniwersytecki
- 2019: Moda na sukces jako Vincent / bandyta
- 2021: Dlaczego kobiety zabijają? jako Sid Hemple
- 2021: All American jako Referee